# Giancarlo Astrua
Giancarlo Astrua ( Graglia, 11 de agosto de 1927 - Biella, 29 de julho de 2010) foi um ciclista italiano, profissional entre 1948 e 1958, cujos maiores sucessos desportivos obteve-os no Giro d'Italia onde conseguiu 3 vitórias de etapa, e na Volta a Espanha onde conseguiu 1 vitória de etapa. No Tour de France, ainda que não obteve nenhum triunfo de etapa conseguiria finalizar terceiro na classificação geral final do ano 1953.

## Palmarés
| 1949 - Copa Cidade de Busto Arsizio - Maggiore 1950 - 1 etapa no Giro d'Italia - Borgosesia 1951 - 1 etapa no Giro d'Italia 1952 - Troféu Baracchi - 1 etapa do G. P. do Mediterrâneo, mais o prêmio da montanha | 1953 - Giro da Romagna 1954 - G. P. da Indústria Belmonte-Piceno 1955 - 1 etapa no Giro d'Italia 1956 - 1 etapa na Volta a Espanha |